# Saint-Didier-sous-Riverie
Saint-Didier-sous-Riverie – miejscowość i dawna gmina we Francji, w regionie Owernia-Rodan-Alpy, w departamencie Rodan. W 2013 roku populacja gminy wynosiła 1218 mieszkańców. 
W dniu 1 stycznia 2017 roku z połączenia trzech ówczesnych gmin – Saint-Didier-sous-Riverie, Saint-Maurice-sur-Dargoire oraz Saint-Sorlin – utworzono nową gminę Chabanière. Siedzibą gminy została miejscowość Saint-Maurice-sur-Dargoire.